# 張淼
張 淼（ちょう びょう、チャン ミャオ、Zhang Miao、1988年8月12日 - ）は、中華人民共和国山東省済南市出身の自転車競技（トラックレース）選手。

## 来歴
張磊は実兄。
2010年
- UCIトラックワールドカップ2009-2010
  - 北京大会 チームスプリント、1kmタイムトライアル 優勝
- 第30回アジア自転車競技選手権大会
  - チームスプリント 優勝（+ 成昌松、張磊）
  - 1kmタイムトライアル 優勝
- アジア競技大会
  - チームスプリント 優勝（+ 成昌松、張磊）
  - ケイリン 3位

2011年
- 第31回アジア自転車競技選手権大会
  - チームスプリント 優勝（+ 成昌松、張磊）
  - 1kmタイムトライアル 2位
  - スプリント 2位

2012年
- 第32回アジア自転車競技選手権大会
  - チームスプリント 優勝（+ 成昌松、張磊）
- ロンドン五輪・チームスプリント 6位